# ماركوس دي آزيفيدو
ماركوس دي آزيفيدو (بالبرتغالية: Marcos de Azevedo‏) (23 نوفمبر 1981 في البرازيل - ) هو لاعب كرة قدم برازيلي في مركز الوسط. لعب مع نادي إيرميس أراديبو ونادي سيرفيت ونادي لو تشو دي فوندز وSC Young Fellows Juventus ‏.

## وصلات خارجية
- ماركوس دي آزيفيدو على موقع قاعدة بيانات كرة القدم.إي يو (الإنجليزية)
- ماركوس دي آزيفيدو على موقع Soccerway.com (الإنجليزية)